# Chevrières (Oise)
Pour les articles homonymes, voir Chevrières.
Chevrières est une commune française située dans le département de l'Oise en région Hauts-de-France.

## Géographie

### Localisation

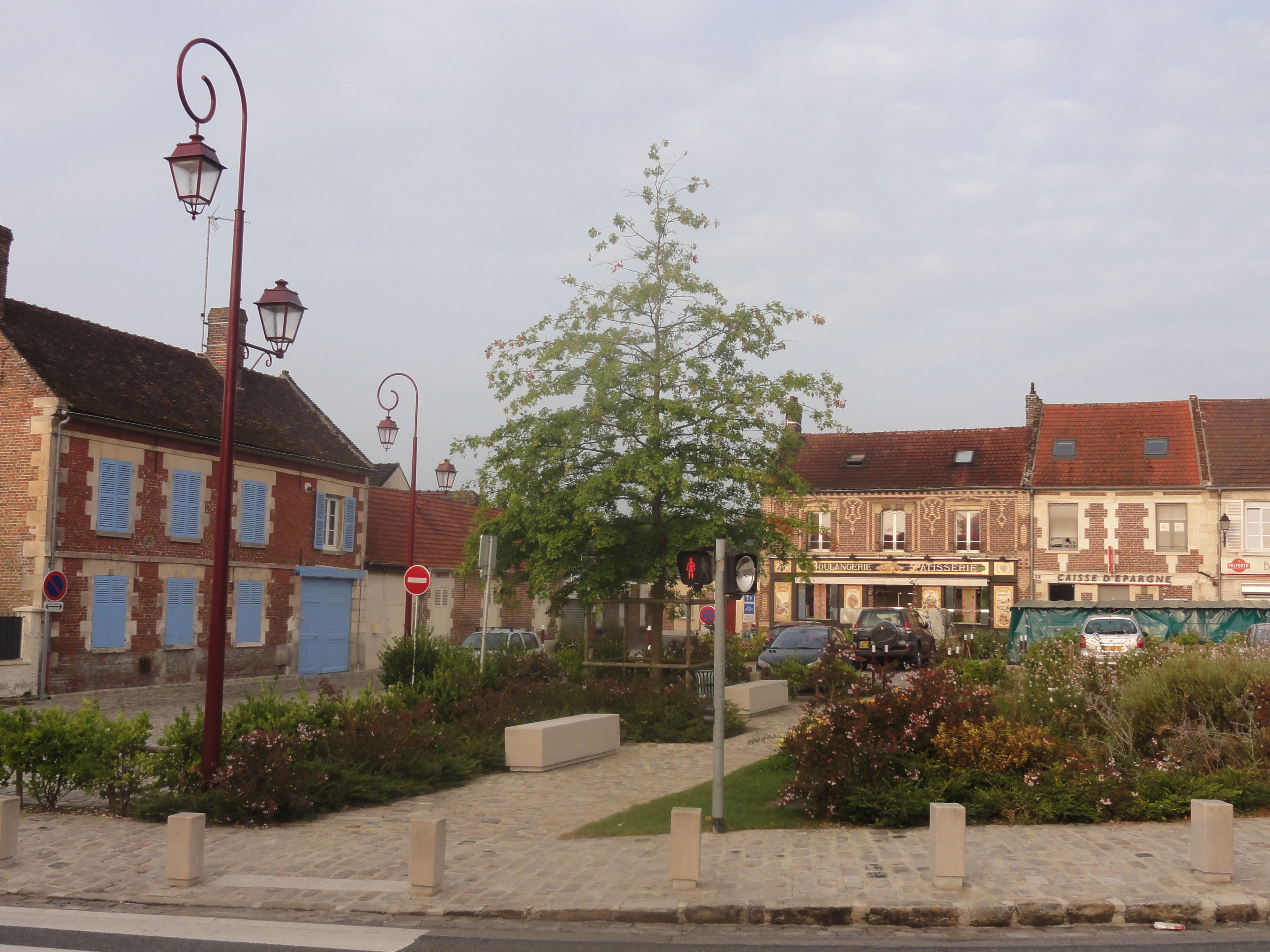
Ambiance de la commune : la place du Marché.

Chevrières est un bourg périurbain à caractère résidentiel, situé située dans le département de l'Oise, près de la rive droite de l'Oise, entre Creil et Compiègne, sur l'itinéraire de l'autoroute A1 et de la LGV Nord.
La distance orthodromique avec la capitale, au sud-ouest, est de 59 km. Le chef-lieu d'arrondissement de Compiègne est éloigné de 13 km, et le chef-lieu de département Beauvais de 45 km.
La commune se trouve dans l'aire d'attraction de Paris, et dans la zone d'emploi de Compiègne ainsi que dans son bassin de vie

### Communes limitrophes
Les communes limitrophes sont  Grandfresnoy, Houdancourt, Le Fayel et Longueil-Sainte-Marie.
| Grandfresnoy |                   | Le Fayel              |
| Houdancourt  | Chevrières (Oise) | Longueil-Sainte-Marie |
|              |                   |                       |

### Géologie et relief
La superficie de la commune est de 12,40 km2 ; son altitude varie de 29  à   82 mètres.

### Hydrographie

#### Réseau hydrographique
La commune est située dans le bassin Seine-Normandie. Elle est drainée par le cours d'eau 01 des Epinières, le cours d'eau 01 des Esquillons et le ru de Nancy,,.
| (texte à fusionner) Chevrières se trouve dans la vallée l'Oise, l'un des principaux affluents de la Seine, mais le lit de la rivière se trouve à Longueil-Sainte-Marie. Le sud du territoire communal, marécageux, compte de nombreux étangs. |

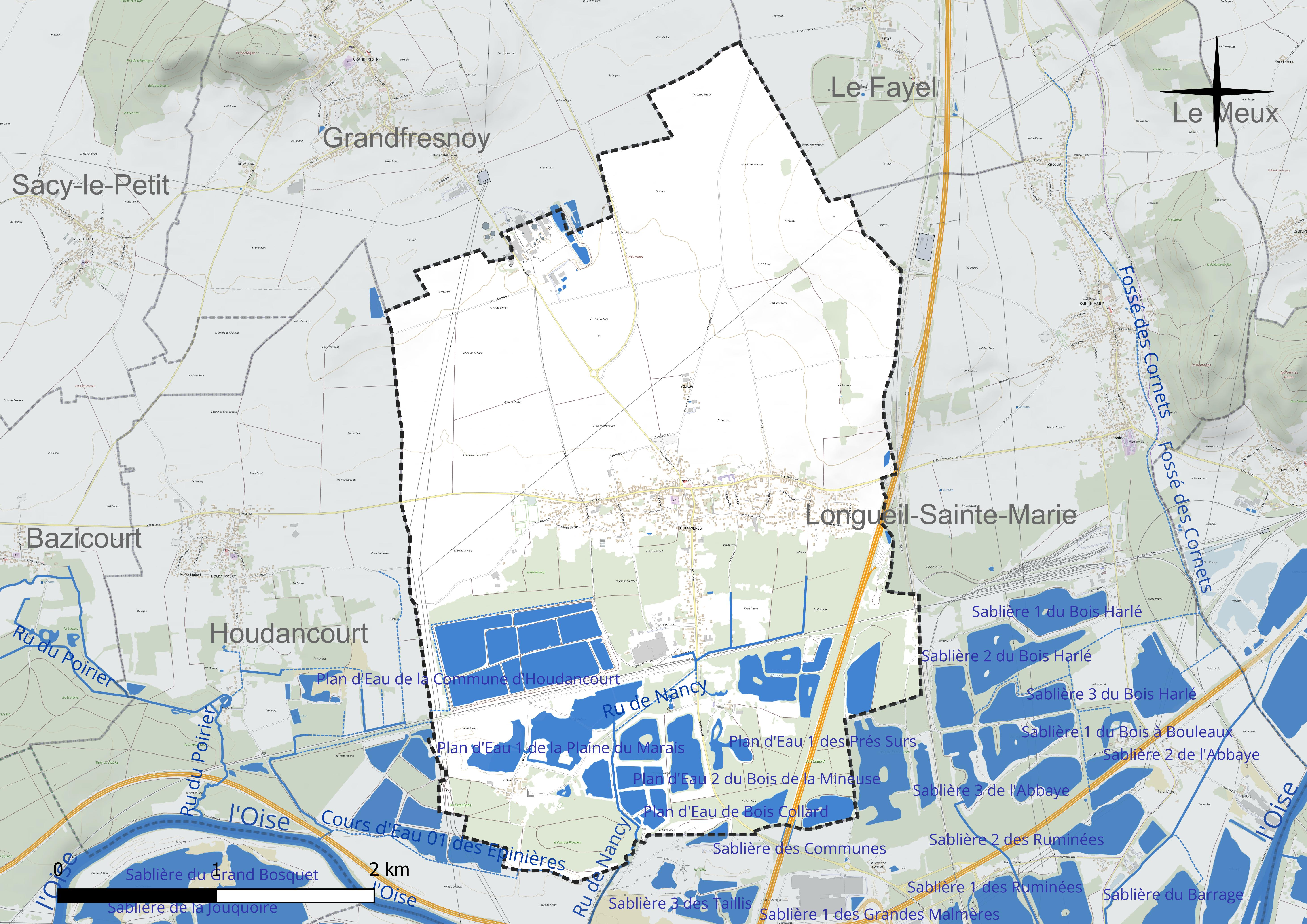
Carte hydrographique de la commune.
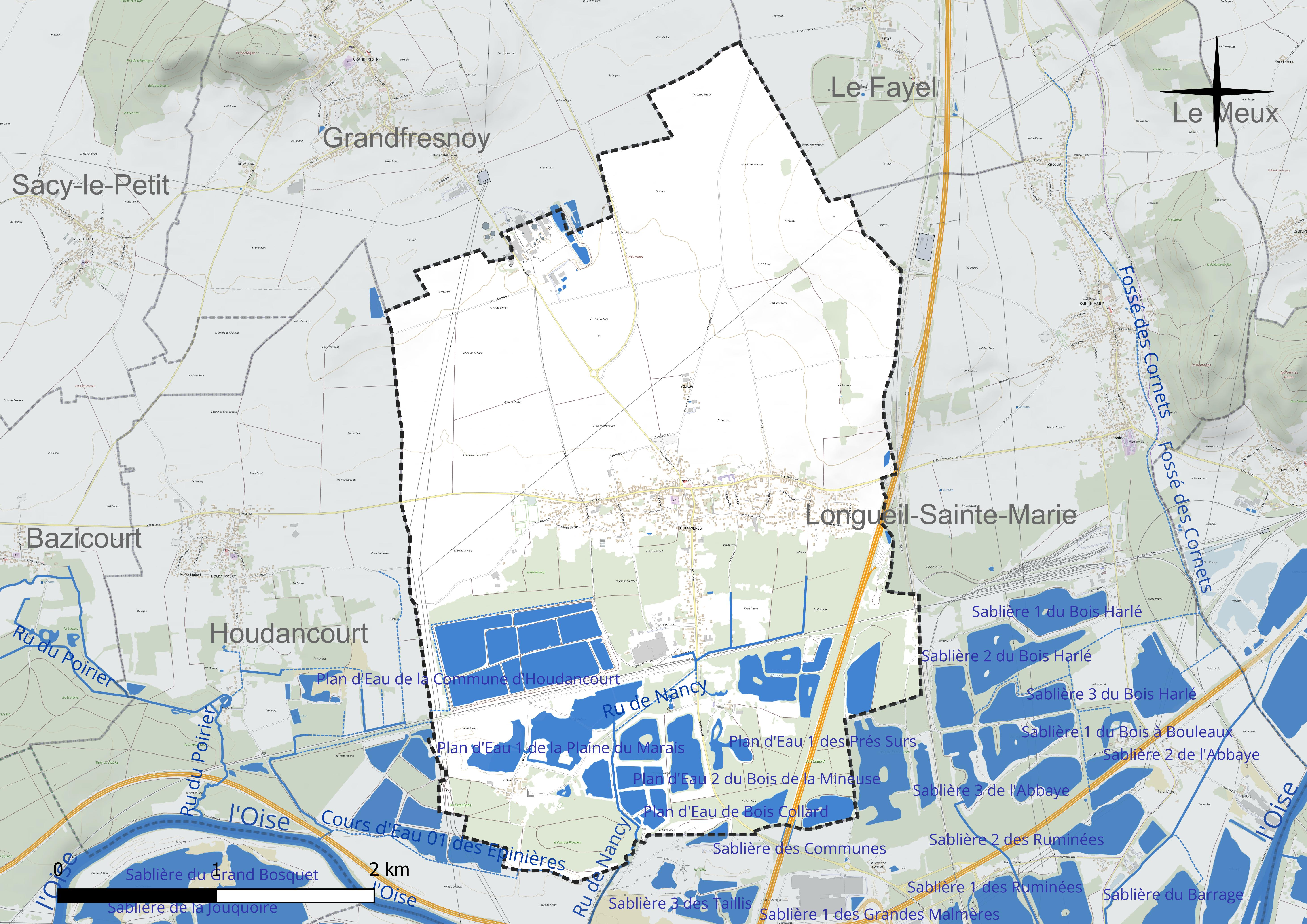
Réseau hydrographique de Chevrières.

Huit plans d'eau complètent le réseau hydrographique : la sablière des Communes, d'une superficie totale de 1,6 ha (0,6 ha sur la commune), le plan d'eau 1 de la Plaine du Marais (7,9 ha), le plan d'eau 1 des Prés Surs (3,1 ha), le plan d'eau 1 du Bois de la Mineuse (6,5 ha), le plan d'eau 1 du le marais du Bout d'Amont (14 ha), le plan d'eau 2 de la Plaine du Marais (5,3 ha), le plan d'eau 2 des Prés Surs (3 ha) et le plan d'eau de Bois Collard (4,4 ha),.

#### Gestion et qualité des eaux
Le territoire communal est couvert par le schéma d'aménagement et de gestion des eaux (SAGE) « Sensée ». Ce document de planification concerne un territoire de 789 km2 de superficie, délimité par trois bassins versants en totalité ou en partie (Aisne, Oise et Aronde). Le périmètre a été arrêté le 16 octobre 2001 et le SAGE proprement dit a été approuvé le 8 juin 2009, puis révisé le 27 novembre 2019. La structure porteuse de l'élaboration et de la mise en œuvre est le syndicat mixte Oise-Aronde.
La qualité des cours d'eau peut être consultée sur un site dédié géré par les agences de l'eau et l'Agence française pour la biodiversité.

### Climat
Pour des articles plus généraux, voir Climat des Hauts-de-France et Climat de l'Oise.
En 2010, le climat de la commune est de type climat océanique dégradé des plaines du Centre et du Nord, selon une étude du CNRS s'appuyant sur une série de données couvrant la période 1971-2000. En 2020, Météo-France publie une typologie des climats de la France métropolitaine dans laquelle la commune est dans une zone de transition entre le climat océanique et le climat océanique altéré et est dans la région climatique Nord-est du bassin Parisien, caractérisée par un ensoleillement médiocre, une pluviométrie moyenne régulièrement répartie au cours de l'année et un hiver froid (3 °C).
Pour la période 1971-2000, la température annuelle moyenne est de 10,9 °C, avec une amplitude thermique annuelle de 15,1 °C. Le cumul annuel moyen de précipitations est de 672 mm, avec 11,3 jours de précipitations en janvier et 8 jours en juillet. Pour la période 1991-2020, la température moyenne annuelle observée sur la station météorologique la plus proche, située sur la commune de Margny-lès-Compiègne à 14 km à vol d'oiseau, est de 11,2 °C et le cumul annuel moyen de précipitations est de 633,5 mm,. Pour l'avenir, les paramètres climatiques de la commune estimés pour 2050 selon différents scénarios d'émission de gaz à effet de serre sont consultables sur un site dédié publié par Météo-France en novembre 2022.

## Urbanisme

### Typologie
Au 1er janvier 2024, Chevrières est catégorisée bourg rural, selon la nouvelle grille communale de densité à sept niveaux définie par l'Insee en 2022.
Elle est située hors unité urbaine. Par ailleurs la commune fait partie de l'aire d'attraction de Paris, dont elle est une commune de la couronne,.

### Occupation des sols

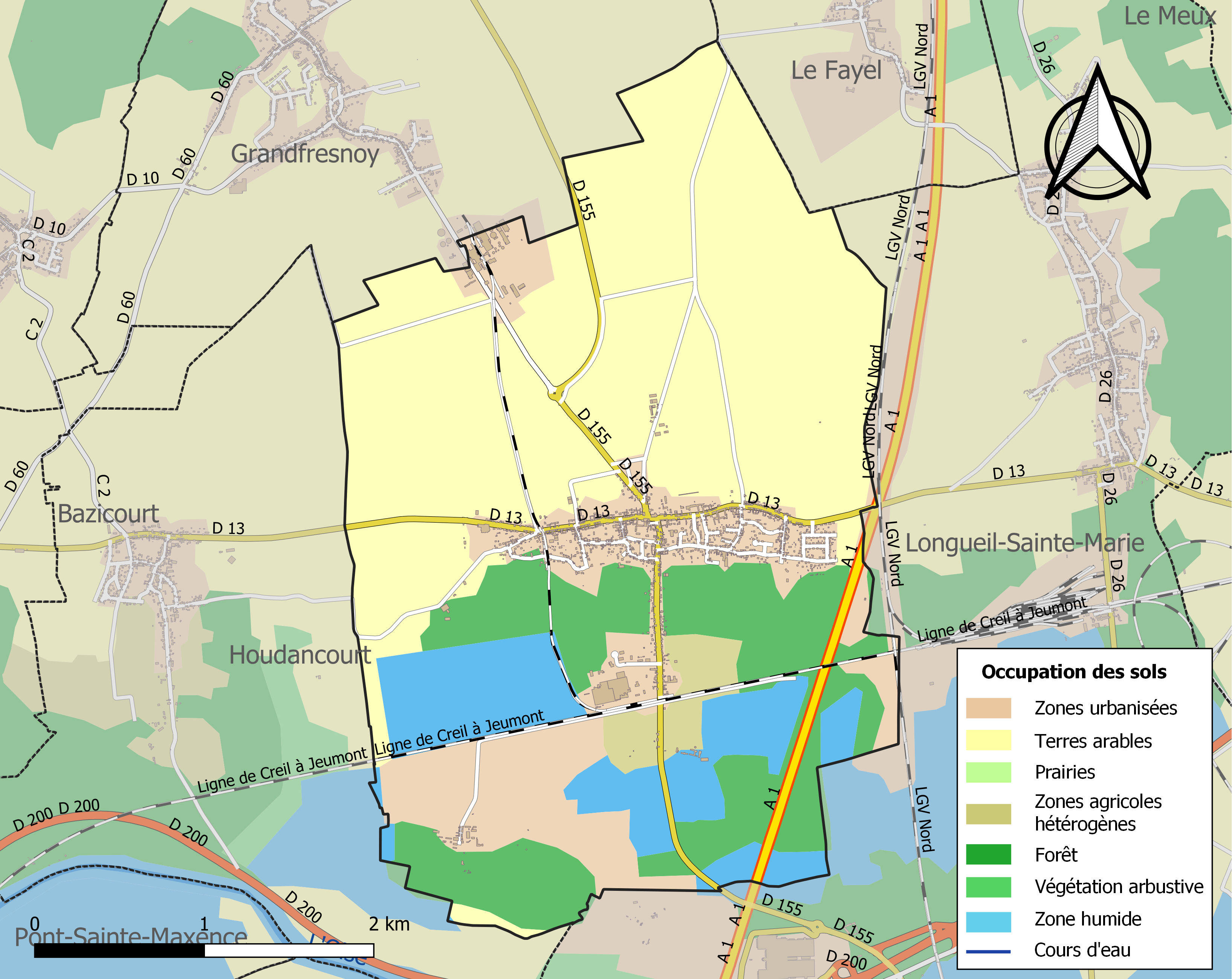
Carte des infrastructures et de l'occupation des sols de la commune en 2018 (CLC).

L'occupation des sols de la commune, telle qu'elle ressort de la base de données européenne d'occupation biophysique des sols Corine Land Cover (CLC), est marquée par l'importance des territoires agricoles (52,1 % en 2018), en diminution par rapport à 1990 (59,8 %). La répartition détaillée en 2018 est la suivante :
terres arables (49,6 %), forêts (17,6 %), eaux continentales (11,6 %), zones urbanisées (8,4 %), mines, décharges et chantiers (7,2 %), zones industrielles ou commerciales et réseaux de communication (3,2 %), zones agricoles hétérogènes (2,6 %).
L'évolution de l'occupation des sols de la commune et de ses infrastructures peut être observée sur les différentes représentations cartographiques du territoire : la carte de Cassini (XVIIIe siècle), la carte d'état-major (1820-1866) et les cartes ou photos aériennes de l'IGN pour la période actuelle (1950 à aujourd'hui).

### Morphologie urbaine
Le noyau ancien du village laisse paraître le type de village-rue le long de la RD 13, route secondaire de Saint-Martin-Longueau (près de Pont-Sainte-Maxence) à Compiègne.
Cette route traverse la commune d'est en ouest, coupant le territoire communal en son milieu. Alors que le village est bâti à une altitude variant peu autour de 35 m, le terrain augmente vers le nord et gagne une vingtaine de mètres ; le point culminant à 82 m d'altitude correspondant à une petite butte.
Cette moitié nord du territoire communal est presque exclusivement occupée par des surfaces agricoles, les parcelles boisées se faisant très rares.
À cheval sur les communes de Chevrières et Grandfresnoy, la sucrerie de Grandfresnoy, toujours active (2019), se situe en majeure partie sur le territoire de Chevrières. - Vers le nord-est, le territoire communal est délimité par la LGV Nord sur une certaine distance. Le village s'est étendu vers le sud, avec une ou deux rues parallèles à la RD 13, et un long alignement de maisons le long de la RD 115 qui mène à la gare.
Le secteur sud du territoire communal est marécageux à de nombreux endroits et majoritairement boisé, avec présence de nombreux étangs de pêche. À l'extrémité sud-ouest, se trouve le petit hameau du Quesnoy. La limite sud de la commune s'approche de l'Oise de moins de 500 m sans l'atteindre, du fait que les territoires des communes limitrophes est et ouest se rejoignent au sud de Chevrières.

### Habitat et logement
En 2021, le nombre total de logements dans la commune était de 900, alors qu'il était de 811 en 2016 et de 711 en 2011.
Parmi ces logements, 94,8 % étaient des résidences principales, 0,7 % des résidences secondaires et 4,6 % des logements vacants. Ces logements étaient pour 86,8 % d'entre eux des maisons individuelles et pour 12,8 % des appartements.
Le tableau ci-dessous présente la typologie des logements à Chevrières en 2021 en comparaison avec celle de l'Oise et de la France entière. Une caractéristique marquante du parc de logements est ainsi la faible proportion des résidences secondaires et logements occasionnels (0,7 %) par rapport au département (2,4 %) et à la France entière (9,7 %).
| Typologie                                               | Chevrières | Oise | France entière |
| ------------------------------------------------------- | ---------- | ---- | -------------- |
| Résidences principales (en %)                           | 94,8       | 90,5 | 82,2           |
| Résidences secondaires et logements occasionnels (en %) | 0,7        | 2,4  | 9,7            |
| Logements vacants (en %)                                | 4,6        | 7    | 8,1            |

### Voies de communication et transports
Chevrières est traversée en sa limite est par l'Autoroute A1, accessible par sa sortie no 9 et par la  LGV Nord. Une aire de service de l'autoroute porte le nom de Chevrières.
Un échangeur de l'A1 se situe immédiatement au sud de Chevrières, sur la commune de Longueil-Sainte-Marie. Pour atteindre l'échangeur, il faut toutefois passer par la voie rapide de la RD 200 Creil - Compiègne, autre route d'importance majeure pour Chevrières (qui ne traverse pas le territoire communal). Les autres routes constituent des axes secondaires : la RD 13 déjà mentionnée, ainsi que la RD 155 en tant que liaison nord-sud. Elle relie la RN 31 Rouen - Reims au nord à la RD 200 au sud, en passant par le centre-ville. Une déviation par l'est existe maintenant pour Grandfresnoy, qui commence à un rond-point à mi-chemin entre Chevrières et la sucrerie.
La commune est desservie par la ligne de Creil à Jeumont, dont le passage à niveau de Chevrières est considéré comme dangereux. La gare de Chevrières est un point d'arrêt sans présence commerciale desservi par les trains omnibus TER Hauts-de-France de la relation C14 Compiègne - Paris. Du lundi au vendredi, s'y arrêtent huit trains pour Paris et dix pour Compiègne, la fréquence étant moindre le week-end. Le temps de parcours est de 50 min pour Paris et d'un quart d'heure pour Compiègne.
La commune est desservie, en 2024, par le service Hoplà Le Bus mis en place par la communauté de communes de la Plaine d'Estrées et par les lignes 638, 660, 661, 6215, 6301, 6322 et 6343 du réseau interurbain de l'Oise.
Une voie de chemin de fer industrielle desservant la sucrerie de Grandfesnoy, désaffectée, passe dans la commune.
L'aéroport Roissy-Charles-de-Gaulle est situé à 41 km au sud.

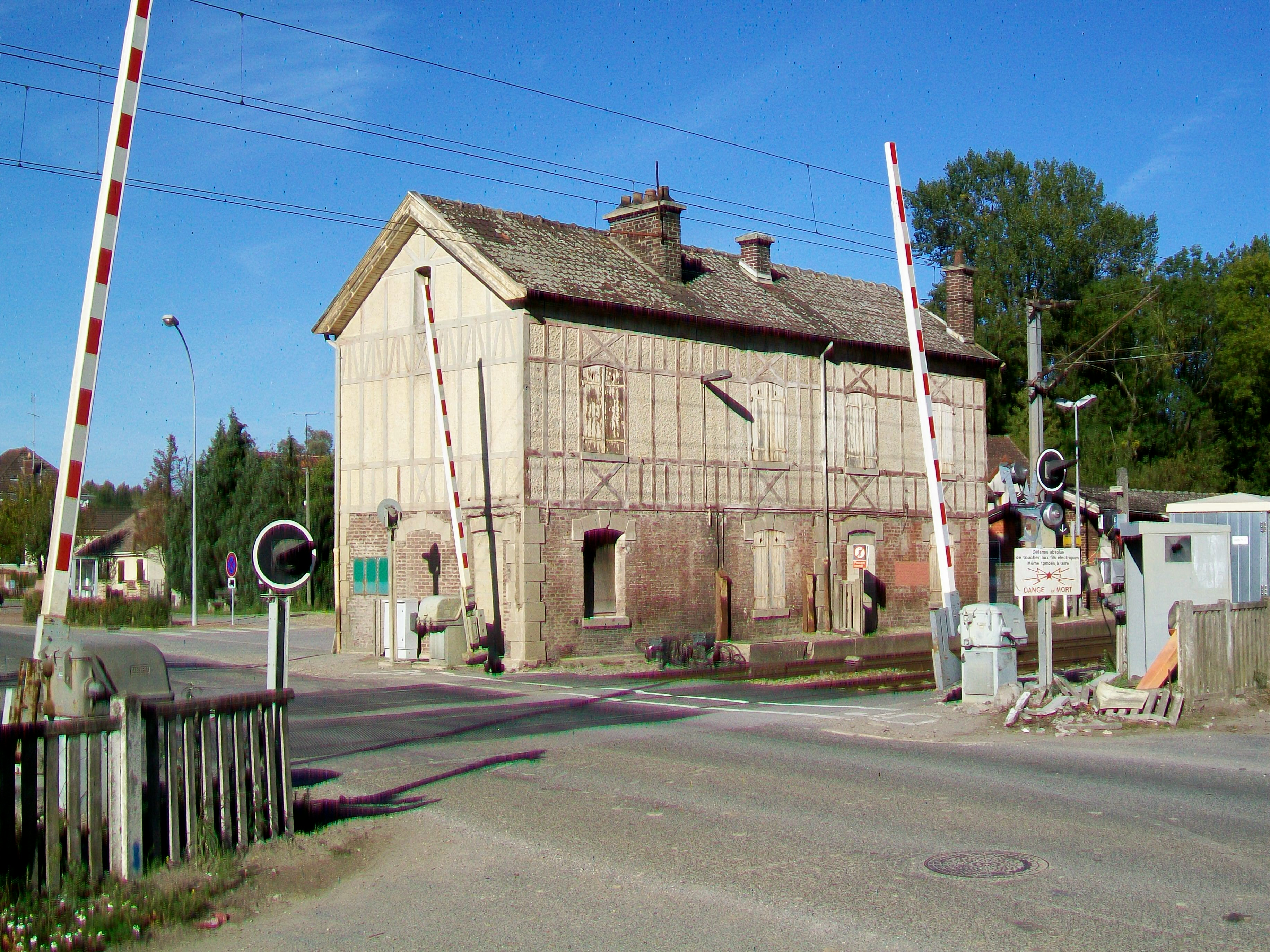
Le passage à niveau et l'ancienne gare.
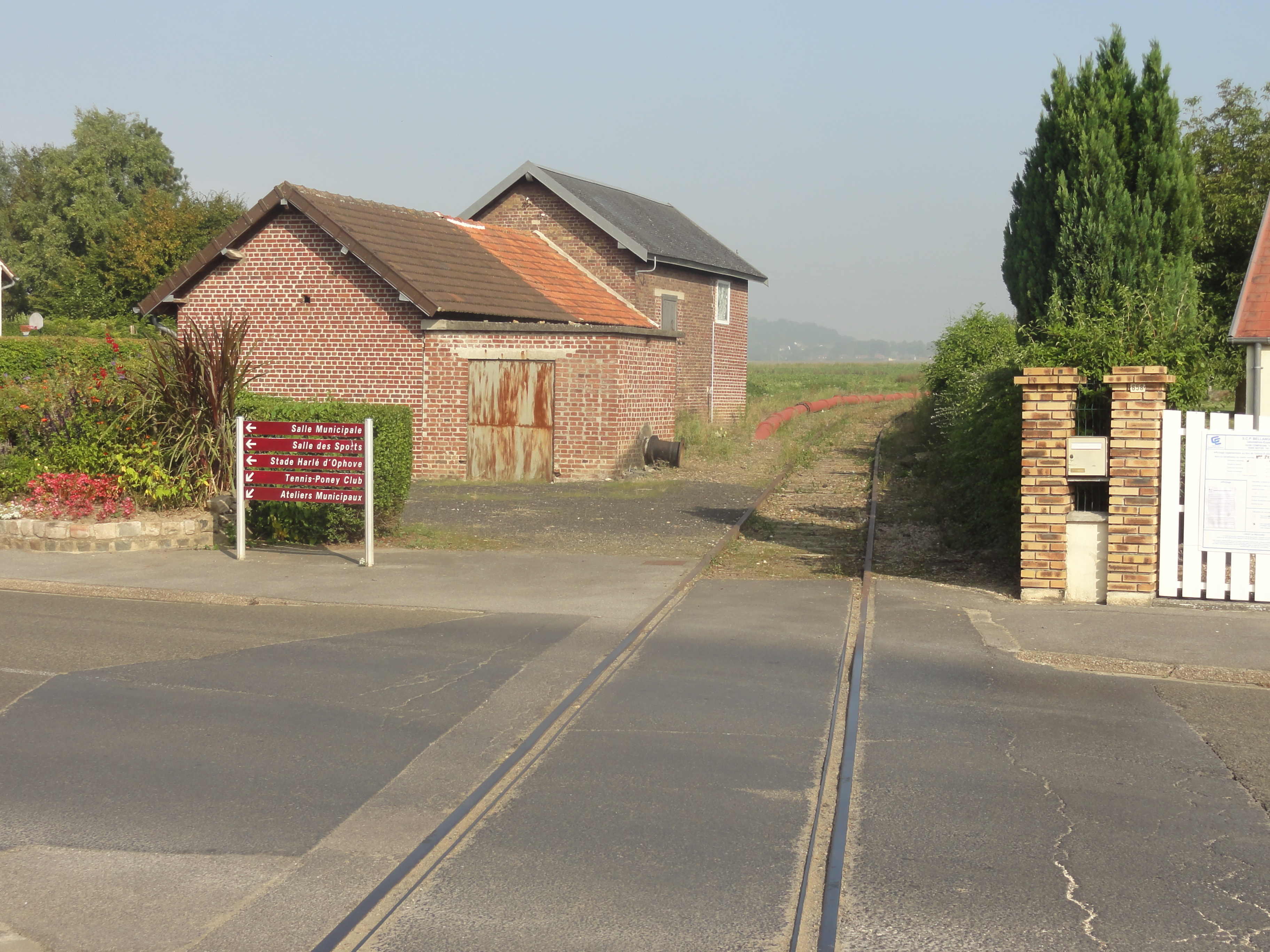
L'ancienne voie ferrée de la sucrerie, rue de l'Armistice

## Toponymie
Le nom de la localité est attesté sous les formes Civerarias (937) ; Cheveria (970) ; Chivereria (970) ; Civeraria (1136) ; terram de Civerariis (1136) ; in decima de Chivereriis (1156) ; Chiveveria (1177) ; Civerias (1182) ; boscum de Civereriis (1211) ; supra Civerierias (1215) ; Civeriera (1215) ; Civerioe (1215) ; Ivo de Civeriis (vers 1200) ; apud Civerias (1232) ; Chiverier (1240) ; Chiverieres (1274) ; de Chivrieris (1279) ; Drieu de Chiverieres (1279) ; Civerarioe (1279) ; Johannetus de Civrieres (vers 1280) ; Simon de chivereres (XIIIe) ; Chevrieres (1343) ; Chivrieria (vers 1370) ; Chivrieres (1373) ; Civrieres (1373) ; Siverieres (1376) ; Civerieres (1474) ; Cyverieres (1504) ; Cyvrieres (1538) ; Civriere (1598) ; Chevrières (1652) ; Chevriere (1687) ; Chevrieres près Pont (XVIIe).
Issu du latin capra, « chèvreries ». Pluriel de l'oïl (terre) chevrières, « (terre) à chèvres ».

## Histoire

### Moyen Âge
Des vestiges d'habitation du IXe au XIIe siècle sont découverts en avril 2014 par l'Inrap (Institut national de recherches archéologiques préventives). Un squelette de cheval complet, un ancien jeton de jeu de tables et d'autres objets ont été trouvés sur les lieux. Les archéologues pensent que, sous le sol d'une habitation, se trouve un château. Les vestiges étaient visitables les 7 et 8 juin 2014.

### Époque contemporaine
Dans la nuit du 22 au 23 mai 1918, durant la Première Guerre mondiale, lors d'un raid de bombardement aérien contre Paris, un Gotha G allemand est abattu par la DCA et s'écrase près de la ferme Lormont située sur la commune.

## Politique et administration

### Rattachements administratifs et électoraux

#### Rattachements administratifs
La commune se trouve dans l'arrondissement de Compiègne du département de l'Oise.
Elle faisait partie depuis 1802 du canton d'Estrées-Saint-Denis. Dans le cadre du redécoupage cantonal de 2014 en France, cette circonscription administrative territoriale a disparu, et le canton n'est plus qu'une circonscription électorale.

#### Rattachements électoraux
Pour les élections départementales, la commune fait partie depuis 2014 d'un nouveau canton d'Estrées-Saint-Denis porté de 15 à 71 communes.
Pour l'élection des députés, elle fait partie de la cinquième circonscription de l'Oise.

### Intercommunalité
Chevrières était membre de la communauté de communes de la Plaine d'Estrées, un établissement public de coopération intercommunale (EPCI) à fiscalité propre créé en 1997 et auquel la commune a transféré un certain nombre de ses compétences, dans les conditions déterminées par le code général des collectivités territoriales.

### Liste des maires
| Période                                  | Période                       | Identité               | Étiquette              | Qualité |
| ---------------------------------------- | ----------------------------- | ---------------------- | ---------------------- | --- |
| Les données manquantes sont à compléter. |                               |                        |                        | |
|                                          |                               |                        |                        | |
|                                          |                               | Antoine Bullot         |                        | |
| 1935                                     | 1945                          | Edmond Souplet         |                        | |
| vers 1950                                |                               | René Langlois-Meurinne | Rad. puis UNR puis UDR | Agriculteur Conseiller général d'Estrées-Saint-Denis (1951 → 1970)                                                                  |
| Maire en 1983                            |                               | Roger Rigaut           |                        | |
| Les données manquantes sont à compléter. |                               |                        |                        | |
| mars 2001                                | mars 2014                     | Marcel Fouet           | DVD puis UMP           | Cadre à La Poste Conseiller général d'Estrées-Saint-Denis (2001 → 2008) Président de la CC de la Plaine d'Estrées (2001 → 2014)     |
| mars 2014                                | mai 2020                      | Hervé Cosme            | SE                     | Ancien directeur de l'école Denis-Bertin Vice-président de la CC de la Plaine d'Estrées (2014 → 2020)                               |
| mai 2020,                                | juillet 2024                  | Donatien Pinon         | LR                     | Retraité Vice-président de la CC de la Plaine d'Estrées (2020 → ) Mandat écourté par la démission d'une partie du conseil municipal |
| juillet 2024,                            | En cours (au 23 juillet 2024) | Christelle Bensman     |                        | Conseillère immobilière |

## Équipements et services publics
En 2021, la commune a racheté les locaux de l'ancienne Caisse d'éparge pour y implanter une agence postale et maintenir un distributeur automatique de billets dans la commune.

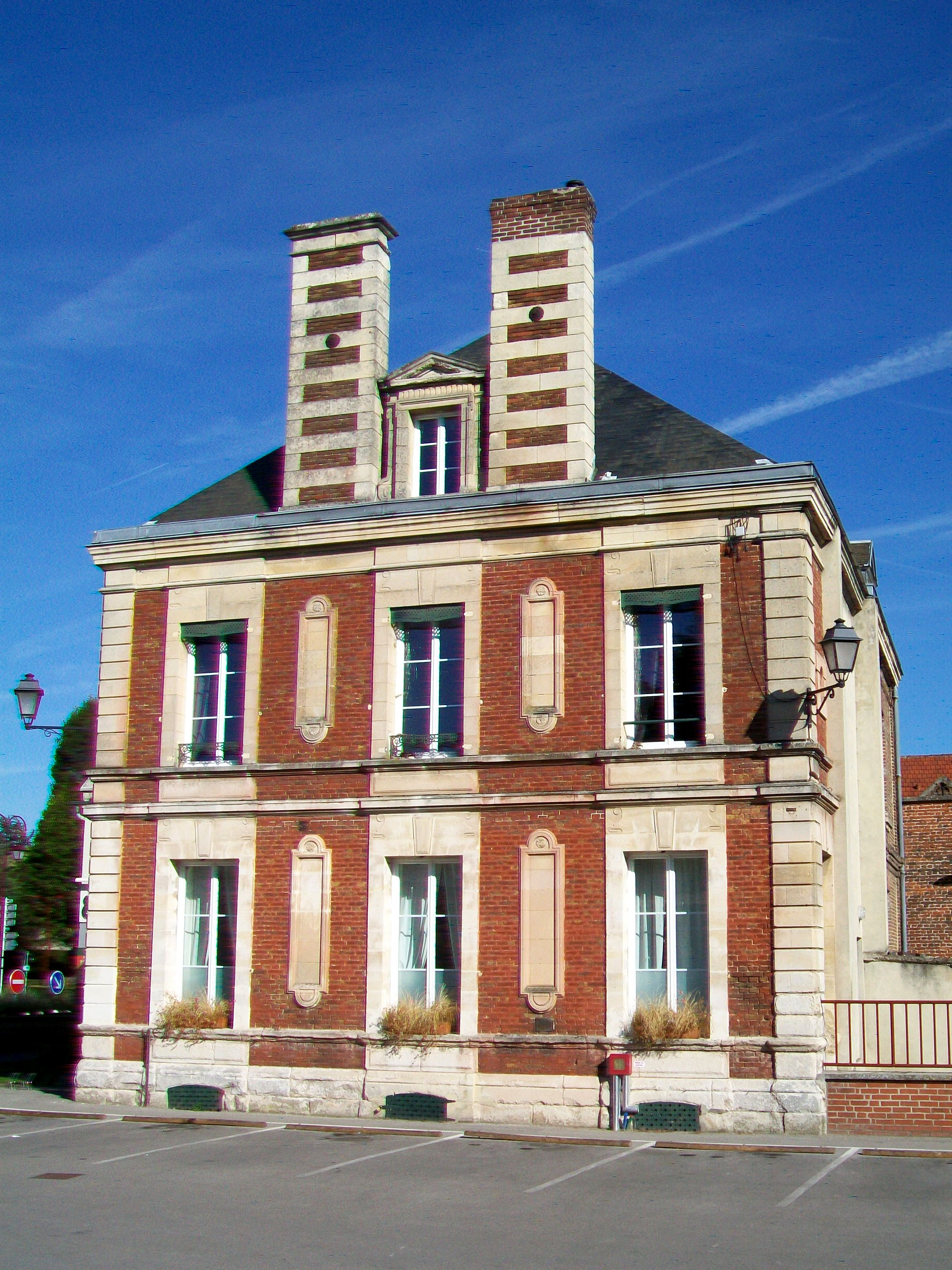
L'école de musique.
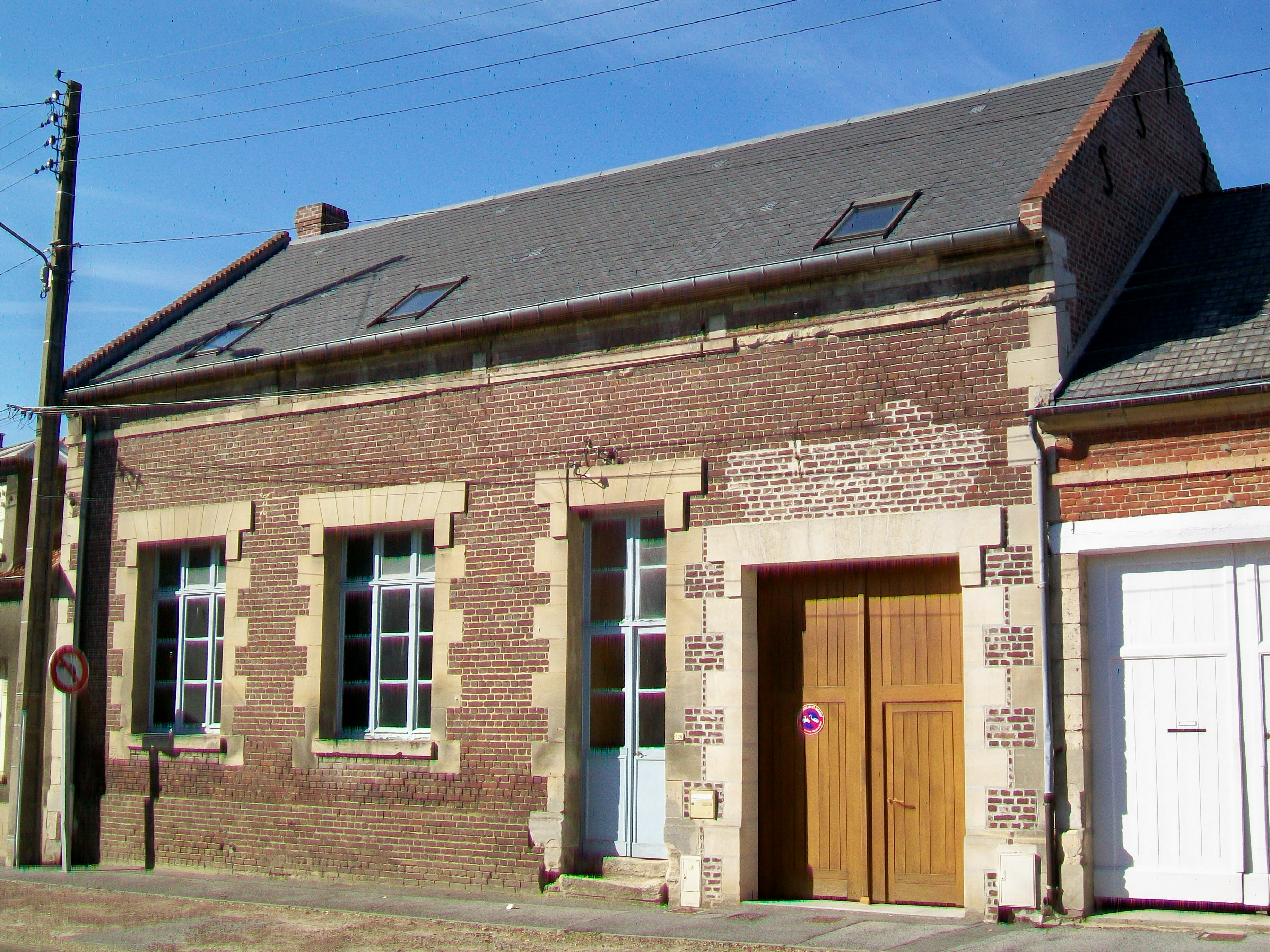
L'ancienne école.
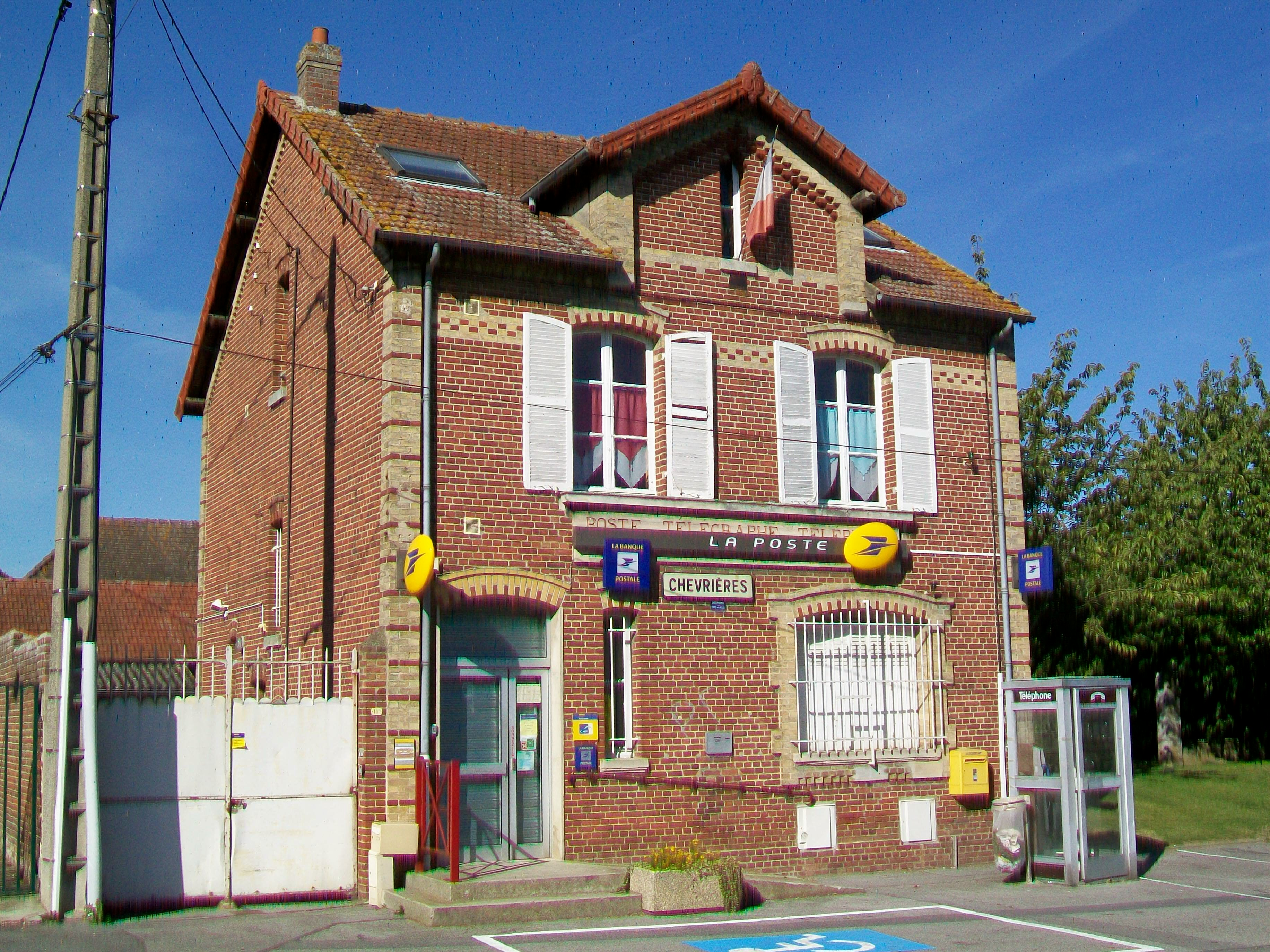
L'ancien bureau de poste, avant son transfert dans l'ancienne caisse d'épargne.

### Espaces publics
Dans le cadre de la mise en place du plan arbres de la Région Hauts-de-France, la commune a planté à côté des jardins familiaux, rue Parmentier, 100 arbustes et 55 arbres traditionnels de Picardie : saules blancs, saules marsault, merisiers des oiseaux, charmes, pommiers, osiers des vanniers, cornouillers sanguins.

## Population et société

### Démographie

#### Évolution démographique
L'évolution du nombre d'habitants est connue à travers les recensements de la population effectués dans la commune depuis 1793. Pour les communes de moins de 10 000 habitants, une enquête de recensement portant sur toute la population est réalisée tous les cinq ans, les populations de référence des années intermédiaires étant quant à elles estimées par interpolation ou extrapolation. Pour la commune, le premier recensement exhaustif entrant dans le cadre du nouveau dispositif a été réalisé en 2008.

En 2022, la commune comptait 2 017 habitants, en évolution de +2,65 % par rapport à 2016 (Oise : +0,87 %, France hors Mayotte : +2,11 %).
| 1793 | 1800 | 1806 | 1821 | 1831 | 1836 | 1841 | 1846 | 1851 |
| ---- | ---- | ---- | ---- | ---- | ---- | ---- | ---- | ---- |
| 644  | 609  | 726  | 730  | 853  | 845  | 823  | 830  | 898  |

| 1856 | 1861 | 1866 | 1872 | 1876 | 1881 | 1886 | 1891 | 1896 |
| ---- | ---- | ---- | ---- | ---- | ---- | ---- | ---- | ---- |
| 871  | 885  | 876  | 839  | 895  | 867  | 840  | 815  | 844  |

| 1901 | 1906 | 1911 | 1921 | 1926 | 1931  | 1936  | 1946  | 1954  |
| ---- | ---- | ---- | ---- | ---- | ----- | ----- | ----- | ----- |
| 851  | 878  | 910  | 879  | 974  | 1 099 | 1 115 | 1 012 | 1 210 |

| 1962  | 1968  | 1975  | 1982  | 1990  | 1999  | 2006  | 2008  | 2013  |
| ----- | ----- | ----- | ----- | ----- | ----- | ----- | ----- | ----- |
| 1 222 | 1 264 | 1 535 | 1 605 | 1 575 | 1 632 | 1 710 | 1 728 | 1 887 |

| 2018  | 2022  | - | - | - | - | - | - | - |
| ----- | ----- | - | - | - | - | - | - | - |
| 2 022 | 2 017 | - | - | - | - | - | - | - |

#### Pyramide des âges
La population de la commune est relativement jeune.
En 2018, le taux de personnes d'un âge inférieur à 30 ans s'élève à 36,9 %, soit en dessous de la moyenne départementale (37,3 %). À l'inverse, le taux de personnes d'âge supérieur à 60 ans est de 24,9 % la même année, alors qu'il est de 22,8 % au niveau départemental.
En 2018, la commune comptait 976 hommes pour 1 046 femmes, soit un taux de 51,73 % de femmes, légèrement supérieur au taux départemental (51,11 %).
Les pyramides des âges de la commune et du département s'établissent comme suit.
| Hommes | Classe d’âge | Femmes |
| ------ | ------------ | ------ |
| 0,9    | 90 ou +      | 0,7    |
| 5,5    | 75-89 ans    | 8,0    |
| 17,1   | 60-74 ans    | 17,4   |
| 20,0   | 45-59 ans    | 18,6   |
| 18,4   | 30-44 ans    | 19,5   |
| 19,5   | 15-29 ans    | 16,0   |
| 18,5   | 0-14 ans     | 19,8   |

| Hommes | Classe d’âge | Femmes |
| ------ | ------------ | ------ |
| 0,5    | 90 ou +      | 1,4    |
| 5,5    | 75-89 ans    | 7,6    |
| 15,6   | 60-74 ans    | 16,3   |
| 20,8   | 45-59 ans    | 20     |
| 19,4   | 30-44 ans    | 19,4   |
| 17,6   | 15-29 ans    | 16,2   |
| 20,6   | 0-14 ans     | 19,1   |

### Culture
En 2019, il existe à Chevrières une librairie, Graines de Mots, l'une des six librairies indépendantes du département et la seule de la région à être associative.

### Vie associative
- L'association Bien Vivre ensemble à Chevrières, créée en 2019, s'est donné comme objectif d'améliorer le quotidien des habitants et de leur faire découvrir leur territoire et sa biodiversité[37].

### Cultes
L'église Saint-Georges est affiliée à la paroisse Saint-Joseph de la plaine d'Estrées, et accueille des célébrations eucharistiques la plupart des dimanches matin, ainsi que plusieurs fois en semaine.

## Économie
L'entreprise Lafarge Granulat, qui fabrique du sable et des gravillons pour le bâtiment et les travaux publics, est implantée à Chevrières depuis 1983 où elle fabrique des granulats utilisés dans la construction à partir de matériaux provenant des carrières de Choisy-au-Bac et Rivecourt. Elle recycle également des déchets inertes de chantier et commercialise des granulats recyclés,.
La sucrerie de Chevrières, la dernière exploitée dans l'Oise, est implantée au hameau de La sucrerie, sur la limite communale entre Chevrières et Grandfresnoy.

## Culture locale et patrimoine

### Lieux et monuments
Chevrières compte un  monument historique sur son territoire :
- Église Saint-Georges  Classé MH (1920)[41], place René-Langlois-Meurinne / place Saint-Georges : 
elle est  édifiée entre 1530 et 1545 dans le style gothique flamboyant, sous l'impulsion du nouveau seigneur local, Robert de Broully, dont le gisant est conservé dans l'église. 
De splendides vitraux ont été offerts par le chapitre de Beauvais, le procureur du seigneur et son épouse, ainsi que par le chanoine Nicolas Bottée. Quatre de ces vitraux attribués à l'atelier beauvaisien de Nicolas Leprince subsistent, mais ont été fortement restaurés en 1860. 
La nef et ses collatéraux ont dû être financés par les paroissiens, et ils restent inachevés jusqu'en 1868. L'homogénéité de l'architecture ne permet pas de soupçonner que l'église est en fait issue de plusieurs campagnes de construction, sauf pour la façade, qui comporte un portail de 1672. 
Dans son ensemble, l'église Saint-Georges est assez représentative des reconstructions flamboyantes de la seconde moitié du XVIe siècle dans la région, et sans particulièrement se démarquer, elle peut être considérée comme une réalisation de qualité. Elle a été largement remeublée au XIXe siècle[42].

- L'église Saint-Georges'

"L'église
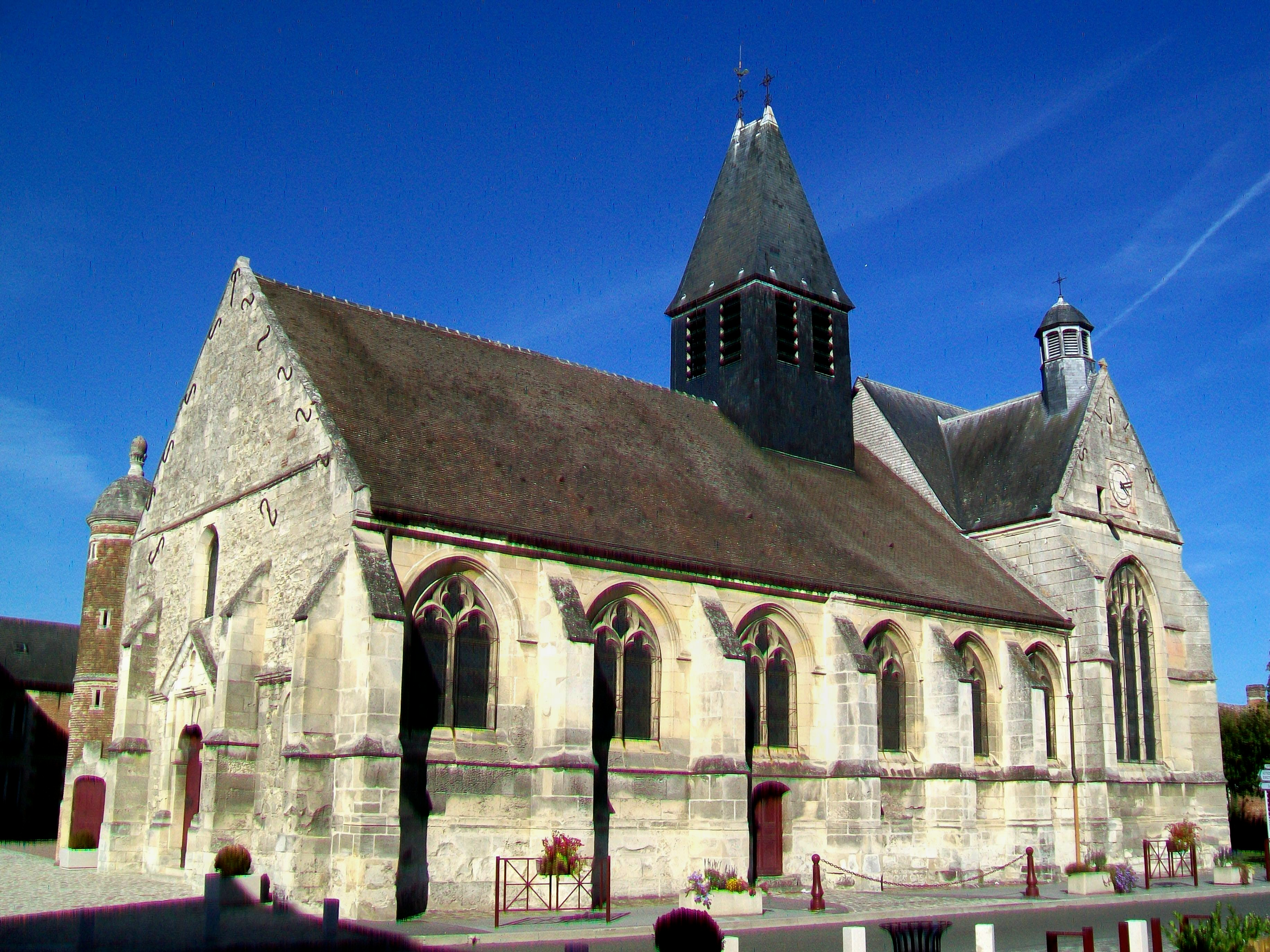
Vue depuis le sud - sud-ouest.
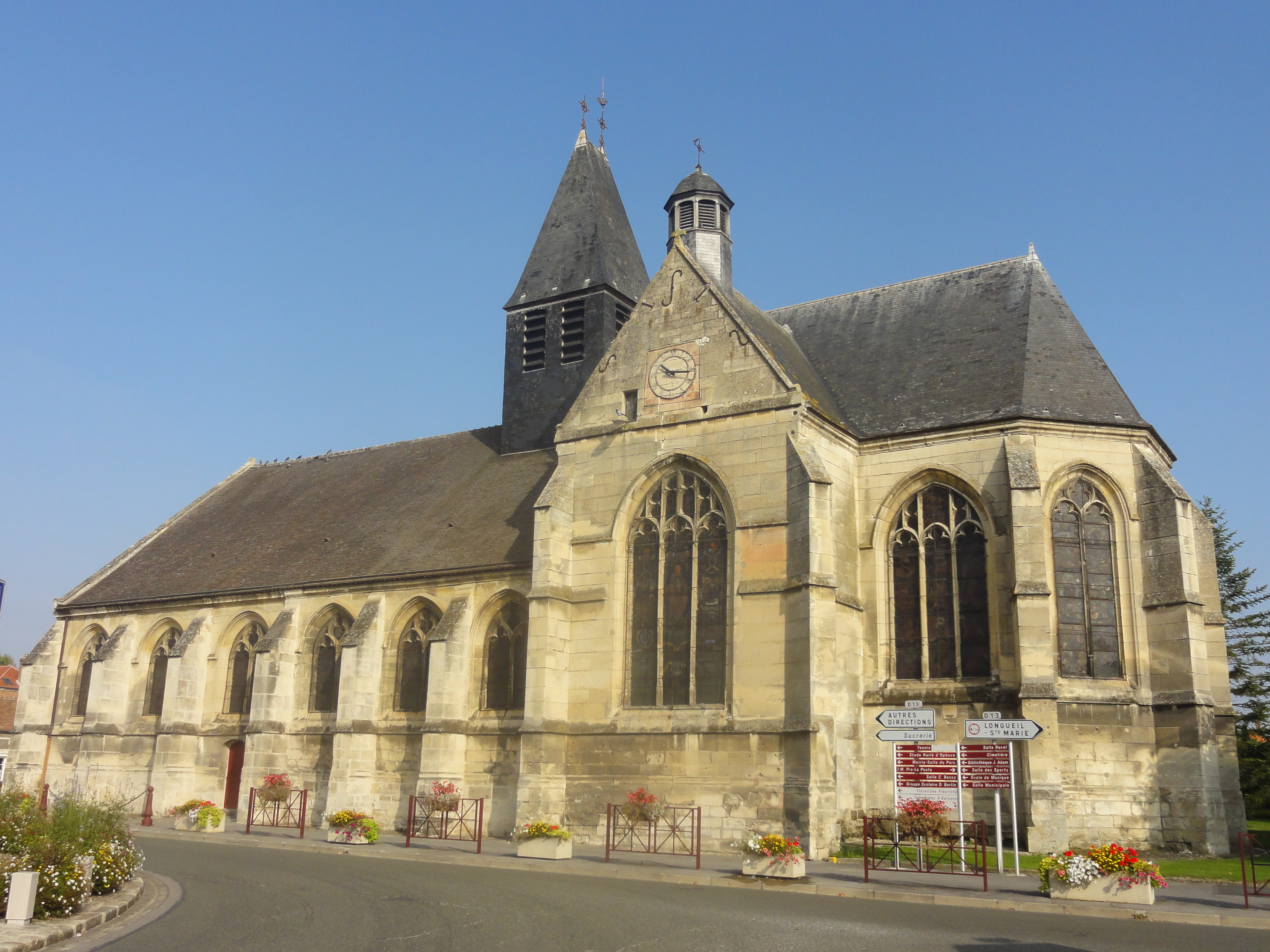
Vue depuis le sud - sud-est.
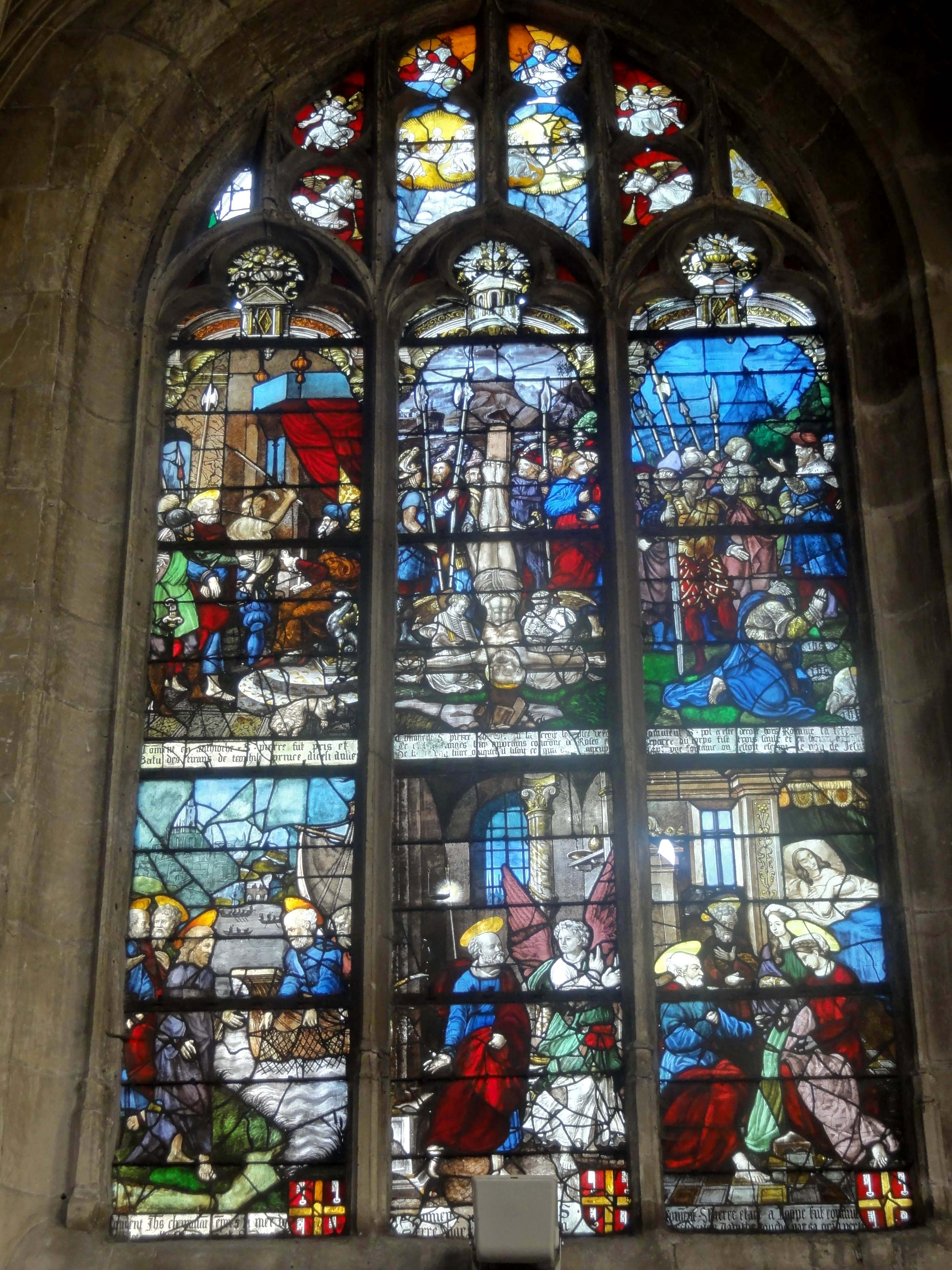
Vitrail : La vie de saint Pierre.
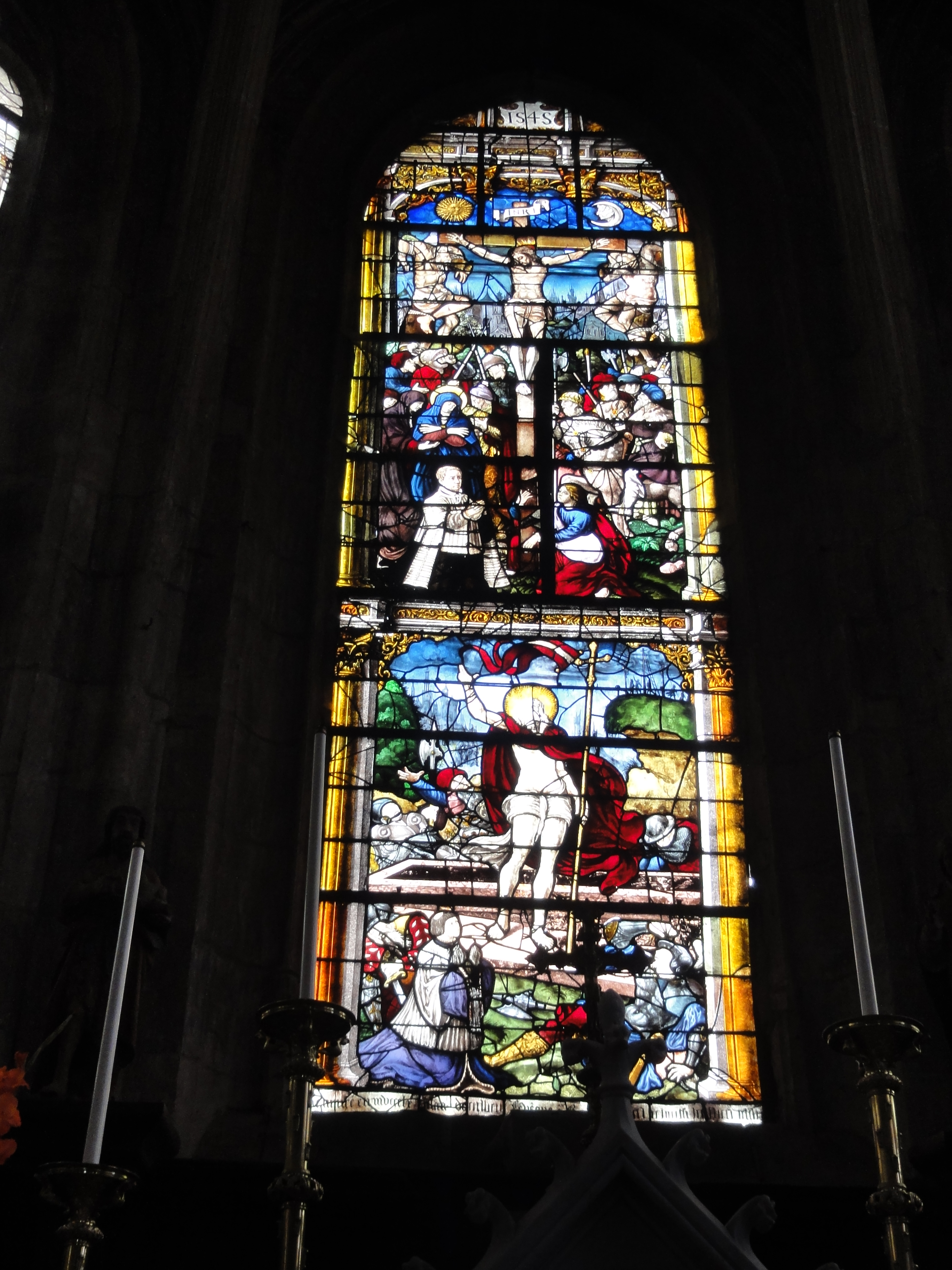
Crucifixion et résurrection du Christ.
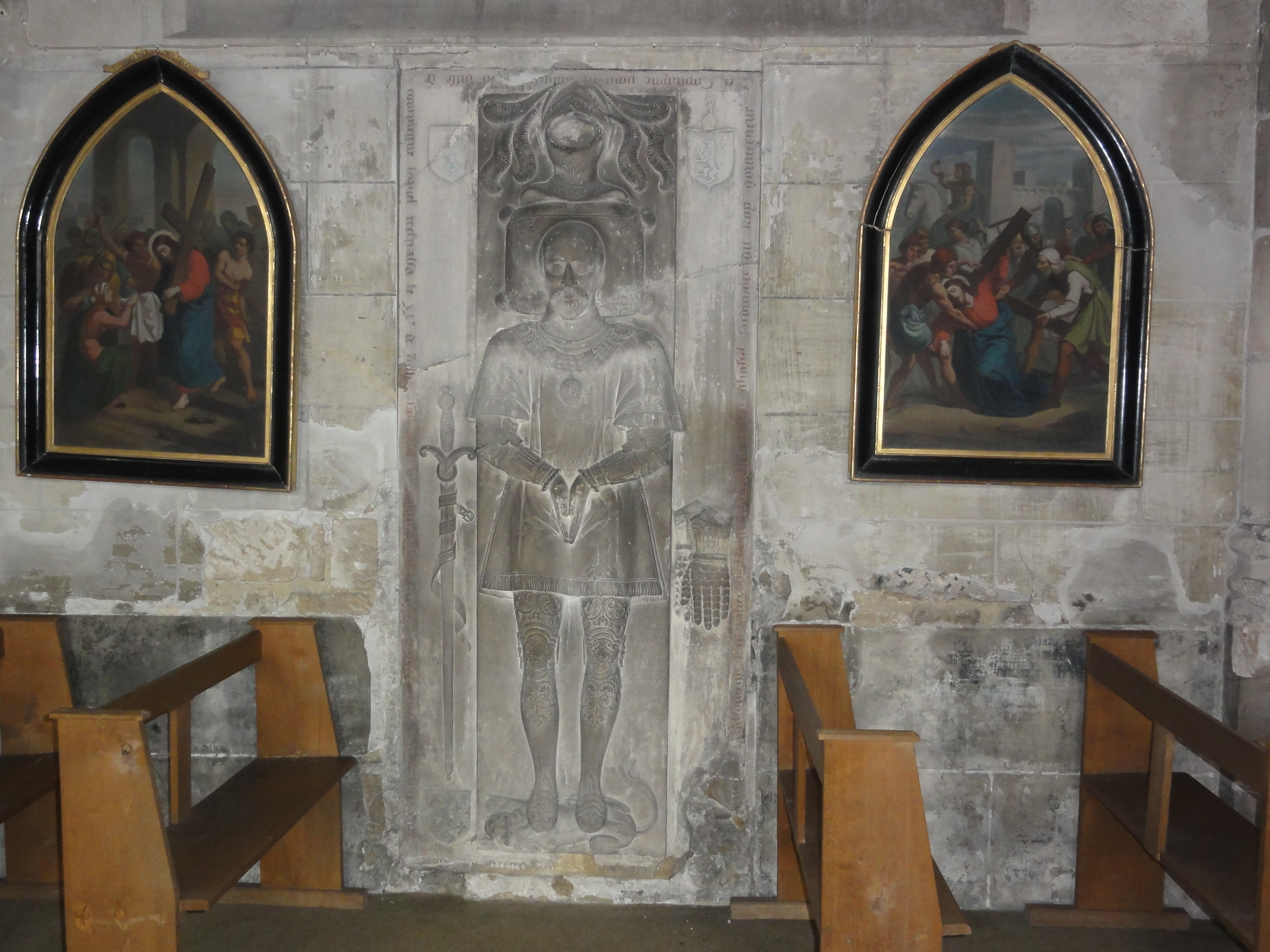
Gisant entre deux stations du chemin de croix.

On peut également signaler :
- Le monument aux morts, dans le jardin de la mairie, près du chevet de l'église

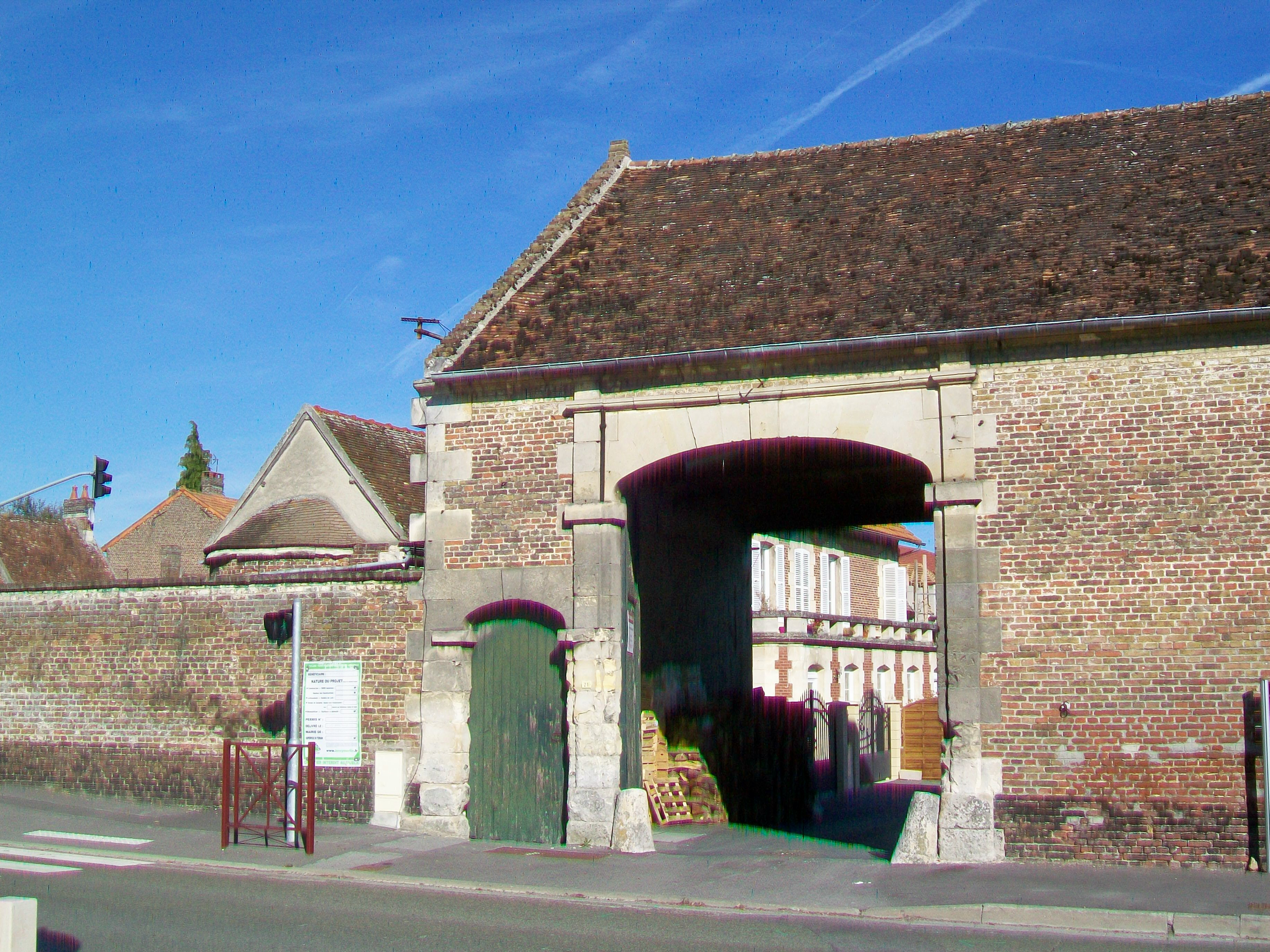
Portail de ferme.
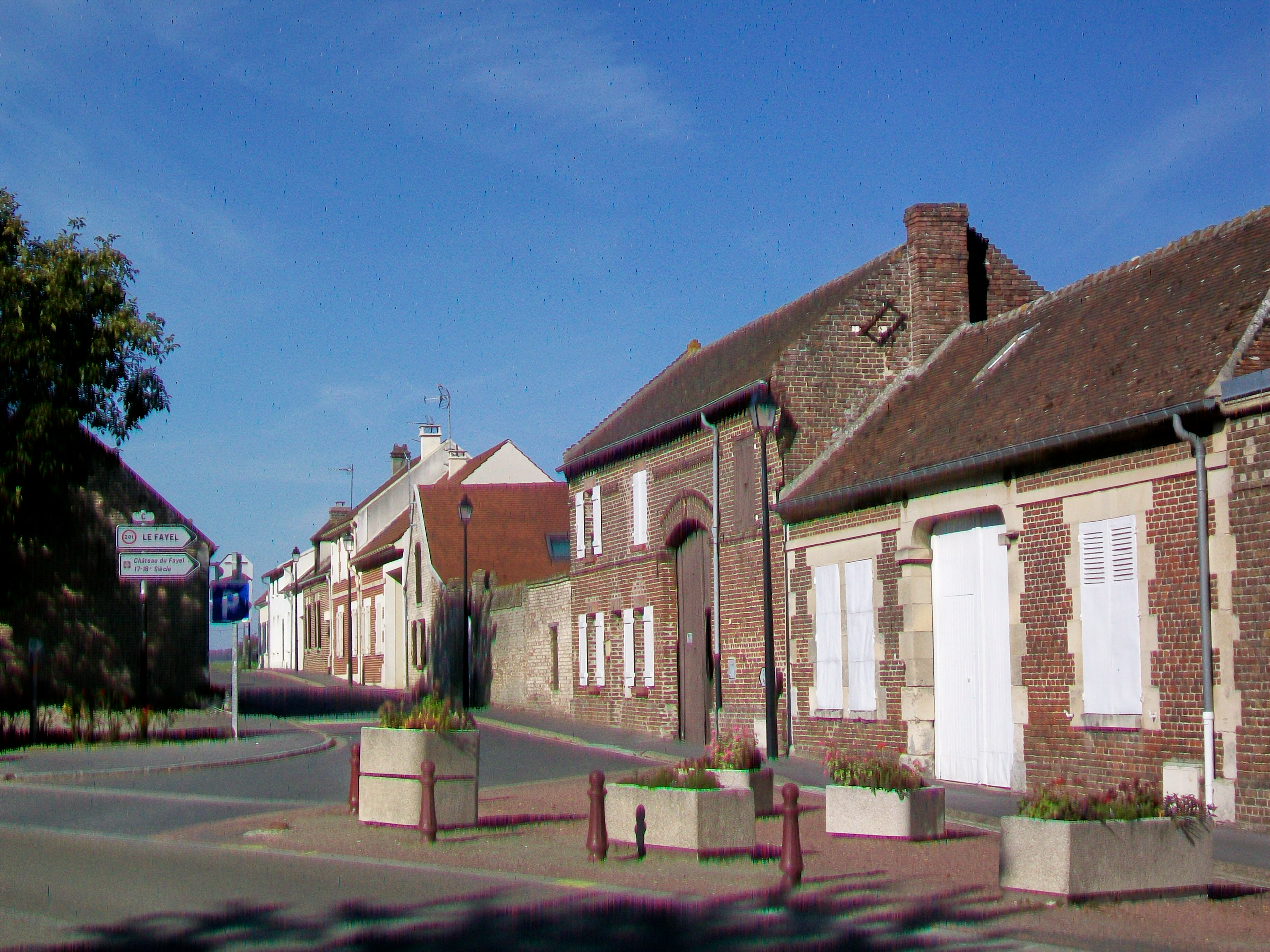
La rue de la Galette.
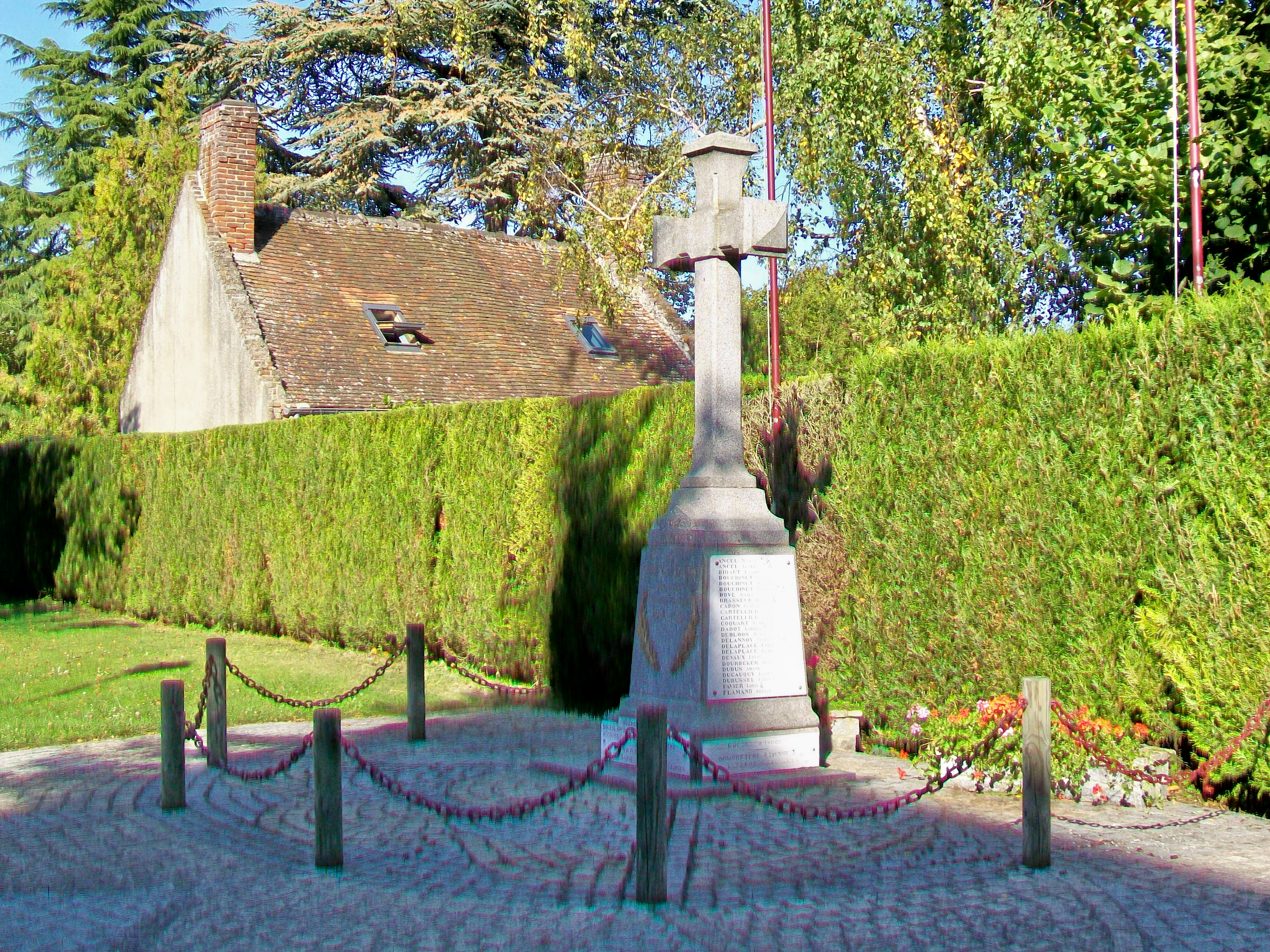
Monument aux morts.
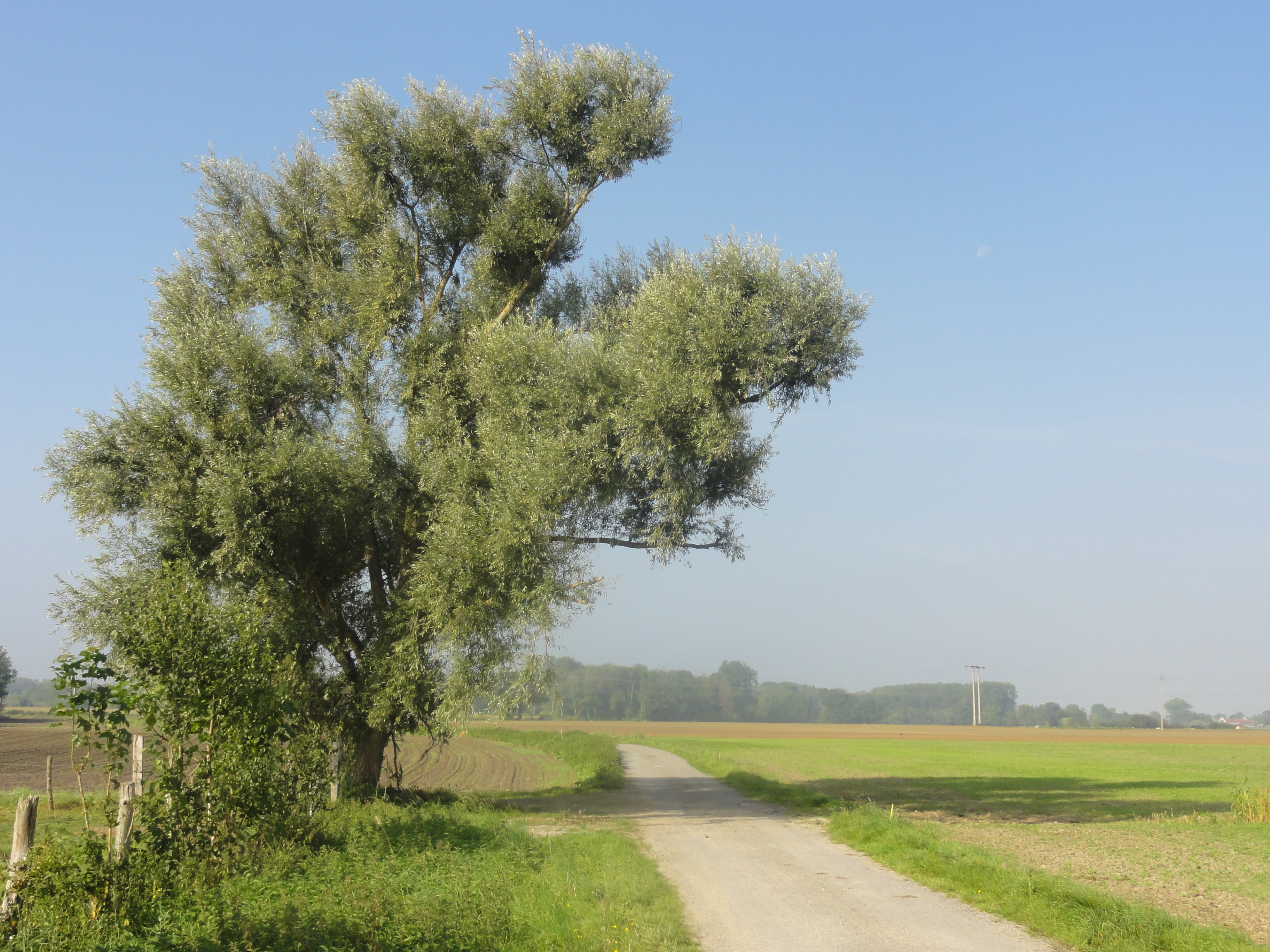
Paysage à l'ouest du Chevrières.

### Personnalités liées à la commune
- Pierre de Maismont (1911-1944), Compagnon de la Libération, Mort pour la France, est inhumé dans la commune.
- Michel Souplet (1929-2020), né et mort à Chevrières dont il a été conseiller municipal et issu d'une famille implantée au voillage depuis 1600, est un sénateur de l'Oise (1983-2001)[43],[44].

### Héraldique
| Blason de Chevrières | Blason  | D'azur à la croix cousue de gueules cantonnée en chef de deux fleurs de lis d'or, à l'écusson d'argent chargé d'un lion de sinople armé de gueules.                                     |
| Blason de Chevrières | Détails | * Ces armes emploient le terme « cousu » dans le seul but de contrevenir à la règle de contrariété des couleurs : elles sont fautives. Le statut officiel du blason reste à déterminer. |